# Бакинская улица (Москва)
Бакинская улица — улица в районе Царицыно города Москвы, названная по столице Азербайджана Баку. Находится между Кавказским бульваром и Каспийской улицей.

## История
Образована 5 апреля 1965 года из бывших Первомайской (проходила от современной Каспийской до Макеевской улицы, в 1930-х гг. называлась Котляковской) и Железнодорожной улиц (проходила на север от современной Севанской улицы) бывшего посёлка Ленино, а также соединявшего их Проектируемого проезда № 4324.
Современная застройка улицы почти полностью относится к 1969—1978 годам. Почти вся улица застроенна серией домов П-43 построенных в 1975-1976 годах автозаводом ЗиЛ для своих работников. Дома номер 2 и 27 первоначально были общежитиями.

## Описание
Бакинская улица является одной из главных магистралей района. Начинается от пересечения с Кавказским бульваром, с левой стороны примыкает Тимуровская улица, пересекает Севанскую улицу, с левой стороны примыкает Макеевская улица, закачивается Царицынским путепроводом над станцией Царицыно, переходя в Липецкую улицу, при этом через разноуровневую развязку соединяясь с Каспийской улицей.

## Примечательные здания и сооружения

### По нечётной стороне
- № 15 — библиотека № 205.
- № 31 — Московская городская станция переливания крови, филиал в Царицыно.

### По чётной стороне
- № 12 — межрайонный почтамт.
- № 26 — Городская клиническая имени В. М.Буянова (бывшая ГКБ № 12, ранее бывшая больница ЗИЛа).

## Транспорт
По всей улице следуют автобусы е80, с891, 489, маршрутное такси 1020. По части улицы (от Севанской улицы до Каспийской улицы) проходят также автобусы с869. Вблизи окончания улицы находятся станция метро «Царицыно» и железнодорожная станция Царицыно.